# Attalea burretiana
Attalea burretiana är en enhjärtbladig växtart som beskrevs av Gregório Gregorievich Bondar. Attalea burretiana ingår i släktet Attalea och familjen Arecaceae. Inga underarter finns listade i Catalogue of Life.